# Stibeutes gravenhorstii
Stibeutes gravenhorstii is een insect dat behoort tot de orde vliesvleugeligen (Hymenoptera) en de familie van de gewone sluipwespen (Ichneumonidae). De wetenschappelijke naam van de soort werd voor het eerst geldig gepubliceerd door Forster in 1850.
De soort komt voor in het zuiden van Zweden, Groot-Brittannië, Oostenrijk en Tsjechië.